# Georg Thiemann-Groeg
Georg Thiemann-Groeg (Pseudonym: Edwin Gülcher; eigentlich: Georg Thiemann; * 1881 in Schlesien; † 1953) war ein deutscher Journalist, Chefredakteur der nationalsozialistischen Zeitschrift Deutscher Beobachter. Zeitung der Deutschen Südwestafrikas und Buchautor, Leiter und Lehrer eines Kolonial-Schulungshauses und -Archivs sowie Gründer einer privaten Auswanderungsagentur, „Kolonialwissenschaftler“, Farmer und Kaufmann.

## Leben
Georg Thiemann hatte viele Jahre in der damals dem Deutschen Kaiserreich unterstellten Kolonie Deutsch-Südwestafrika gelebt. Noch als Jugendlicher ging er im Jahr 1900 nach Südafrika, um als Kaufmann, Fleisch-Konservenfabrikant und Ölfrucht-Farmer Geld zu verdienen. Aus der Zeit von August 1907 bis Juli 1909 hat sich im Kontext mit dem Reichskolonialamt eine Akte Strafsache gegen den Kaufmann Georg Thiemann im späteren Bundesarchiv erhalten.
Ebenfalls noch zur Zeit des Deutschen Kaiserreichs wohnte der Kolonialpolitiker Carl Peters in Hannover, nach dem dort während des Ersten Weltkrieges im Jahr 1916 der ehemalige Karl-Peters-Platz in der Südstadt Hannovers benannt wurde.
Georg Thiemann verließ Südafrika angeblich allerdings erst nach dem Ersten Weltkrieg und zu Beginn der Weimarer Republik, um 1919 als Journalist auf den Karibischen Inseln tätig zu werden.
Nachdem zur Zeit des Nationalsozialismus 1935 das Karl-Peters-Denkmal in Hannover eingeweiht worden war und Adolf Hitler 1937 per Dekret die Rechtsfolgen eines Disziplinarurteils gegen Peters aufgehoben hatte, der Gauleiter der NSDAP/AO, Ernst Wilhelm Bohle, dem Georg Thiemann jedoch „eine Wirtschaftszeitung für Afrika nicht genehmigen“ wollte, drehte Thiemann „[…] seinen Vornamen Georg um und zeichnete fortan seine in fremden Zeitungen erscheinenden Afrika-Stories mit W. A. Groeg“.
Im April 1939 übernahm Georg Thiemann-Groeg dann die Leitung des in Hannover eingeweihten und nach Heinrich Ernst Göring, dem Vater von Hermann Göring, benannten Dr. H. E. Göring Kolonialhaus in der Jägerstraße 4. Dort wurde nun bis in das letzte Jahr des Zweiten Weltkrieges die Dauerausstellung Koloniale Lehrschau gezeigt, die der Vorbereitung für zukünftige Kolonialbeamte und -siedler dienen sollte. Der Leiter dieses Kolonialmuseums betrieb dort vor allem eine „koloniale Schulungsstätte“ insbesondere für Techniker für den zukünftigen Afrikadienst.
Nach dem Überfall auf die Sowjetunion, dem Unternehmen Barbarossa, richtete Thiemann-Groeg ab Herbst 1942 seine Schulungen dann allerdings vermehrt auf Osteuropa aus, vor allem auf die Ukraine und die Krim sowie auf die Region des Kaukasus, für die er „[…] detaillierte Pläne für eine koloniale Besiedlung“ vorlegte.
Die Fliegerbomben der Luftangriffe auf Hannover während des Weltkrieges ließen von Thiemanns Kolonialmuseum zwar „[...] nur einen Haufen Schutt übrig“, doch in der Ruine des Hinterhauses, zu erreichen durch eine graue Mauer von der Fischerstraße aus, richtete Thiemann nach 1945 wiederum ein „Afrika-Institut“ ein, finanziert „von einem kleinen Kreis Afrika-Deutscher und afrikainteressierter Industrieller“.
Bald schon hatte rund 1.500.000 Millionen Auswanderungswillige aus dem zerbombten Deutschland ihre Interessen an Thiemanns private Agentur für Auswanderer in die Südafrikanische Union mitgeteilt, doch Thiemann wollte den Buren nun weniger Juristen, Kaufleute, Beamte und Lehrer jedweder „Rasse“ zuliefern, sondern betrieb als „Export deutscher Klassemenschen“ vor allem den gesuchter – deutscher – Techniker in das dann noch jahrzehntelang unter der Apartheid regierte Südafrika.
Gegen Thiemanns „Klassemenschen-Agentur“ schrieb die sowjetische Prawda: „Unter dem Firmenschild scheinbar anständiger Institutionen und Organisationen werden Werbe-Basen und geheime Treffpunkte für den Abschaum faschistischer Spelunken in Bizonesien eingerichtet.“
Die „weißen Rassepläne“ des Georg Thiemann unterbreitete das seinerzeitige Oberhaupt der Welfen, der ehemalige Herzog von Braunschweig-Lüneburg, Ernst August III., dem südafrikanischen Unions-Präsidenten Jan Christiaan Smuts, als dieser den Welfen auf seinem Schloss Marienburg besuchte.
Georg Thiemann starb 1953.

## Schriften (Auswahl)
- als Edwin Gülcher:
  - Ritt durch das Schicksal. Roman, Hannover: Sponholtz, 1937
  - Der Zauberstein. Eine Geschichte aus der Kalahari [über die Diamantenfunde in Deutsch Südwestafrika], Hamburg: Sauerberg, 1938
  - Der Goldberg in der Kalahari. Ein Roman aus dem heutigen Südwest- und Südafrika, Hamburg: Willy Sauerberg, 1938
  - Blaufeuer. Die Geschichte eines Diamanten und dreier Mädchen, Ein Roman aus dem heutigen Südwest- und Südafrika, Hamburg: Sauerberg, 1938
  - Der Ruf aus der Heimat: Ein Südwesterschicksal, Roman, Berlin: H. Wigankow, [Leipzig: R. Streller], 1939
  - Der Fall Troelstra, Berlin: H. Wigankow, [Leipzig: R. Streller], 1939
  - Ritt durch das Schicksal. Roman, Feldausgabe, Hannover: Sponholtz Verlag, 1940

## Archivalien
Archivalien von und über Georg Thiemann-Groeg finden sich beispielsweise
- als Schriftgut unter dem Titel Strafsache gegen den Kaufmann Georg Thiemann vom August 1907 bis Juli 1909 aus der Provenienz Reichskolonialamt. Kartensammlung, 1874-1942 (alte Vorsignatur bzw. Aktenzeichen KA V Rechtssachen 5 b Nr. 8) im Bundesarchiv, Archivaliensignatur BArch, R 1001/4859[6]
  - in der Sammlung Georg Thiemann-Groeg finden sich zudem
    - etliche Fotokopien von Dokumenten unter dem Titel Erwerb von Kolonialgebieten ab 1883;
    - Das Tagebuch des Hottentottenkapitäns Hendrik Witbooi in Deutsch-Südwestafrika aus den Jahren 1884-1894;
    - „Die Pferdezucht in Nordkamerun“. Erinnerungen des Majors d. R. a. D. Kurt Frhr. von Crailsheim, Hornberg, früher Leiter des Gestüts Golombe (Kamerun), aus den Jahren 1910 - 1914, niedergeschrieben 1939;
    - Kriegsnachrichten, Zeitung aus Deutsch-Südwestafrika, Jg. 1915, Nr. 3;
    - verschiedene Bilder von Personen, darunter „[...] Hendrik Witbooi, Hottentottenhäuptling und Familie, Missionskolonist Dannert und Frau, Missionskolonist Redecker von der Rheinischen Mission Wuppertal-Barmen, Dr. Heinrich E. Goering, Reichskommissar für Deutsch-Südwestafrika, 4 Hererohäuptlinge: Kambasembi, Häuptling der Waterberg-Herereos, Manasse von Omaruru, Eduard und ein unbekannter Häuptling“[8]